# Vera Bergman
Pour les articles homonymes, voir Bergman.
Vera Bergman, née Vera von Bergman le 20 février 1920 à Berlin et morte en 1971, est une actrice allemande.

## Biographie
Fille de Karl Bergman, ancien ambassadeur d'Allemagne à Paris, Vera Bergman suit des cours de théâtre à l'école de Max Reinhardt. Après le tournage d'un long métrage en Allemagne ou elle joue un rôle secondaire, elle vient à Rome en 1939 pour un essai avec le réalisateur Vittorio De Sica. Malgré son jeune âge, elle obtient le rôle de l'enseignante Elisa Malgari dans le film Madeleine, zéro de conduite. Elle poursuit sa carrière pendant et après la Seconde Guerre mondiale, avant d'y mettre fin en 1954 et de se retirer du monde du cinéma italien.

## Filmographie

### Comme actrice

#### Au cinéma
- 1938 : Les étoiles brillent (Es leuchten die Sterne) d'Hans H. Zerlett
- 1940 : Madeleine, zéro de conduite (Maddalena, zero in condotta) de Vittorio De Sica
- 1940 : Manovre d'amore de Gennaro Righelli
- 1941 : La bocca sulla strada de Roberto Roberti
- 1941 : Notte di fortuna de Raffaello Matarazzo
- 1942 : La fabbrica dell'imprevisto de Jacopo Comin
- 1942 : M.A.S. de Romolo Marcellini
- 1943 : Il campione de Carlo Borghesio
- 1943 : Tre ragazze cercano marito de Duilio Coletti
- 1945 : Non canto più, de Riccardo Freda
- 1945 : Le Forgeron de la Cour-Dieu (Il fabbro del convento) de Max Calandri (it)
- 1946 : Fuga nella tempesta d'Ignazio Ferronetti
- 1946 : L'Apocalisse de Giuseppe Maria Scotese
- 1946 : Attentat à Téhéran (it) (Teheran), de Giacomo Gentilomo et William Freshman
- 1947 : I due orfanelli de Mario Mattoli
- 1947 : Legge di sangue de Luigi Capuano
- 1950 : Canzoni per le strade de Mario Landi
- 1954 : L'ultima gara de Piero Costa